# Rabbit-Proof Fence
Rabbit-Proof Fence (v překladu plot proti zajícům) je australský film z roku 2002. Film pojednává o událostech z roku 1931, kdy se na zásah vlády začalo s převýchovou dětí z rasově smíšených rodin ve speciálních táborech. Samotný děj filmu zobrazuje osudy Molly Craigové a jejích sester, které z takového tábora utekly a podél protikráličího plotu ušly 1500 mil na cestě domů za svými rodiči. Režisérem filmu je Phillip Noyce, autorem soundtracku je Peter Gabriel.